# Parell de collament

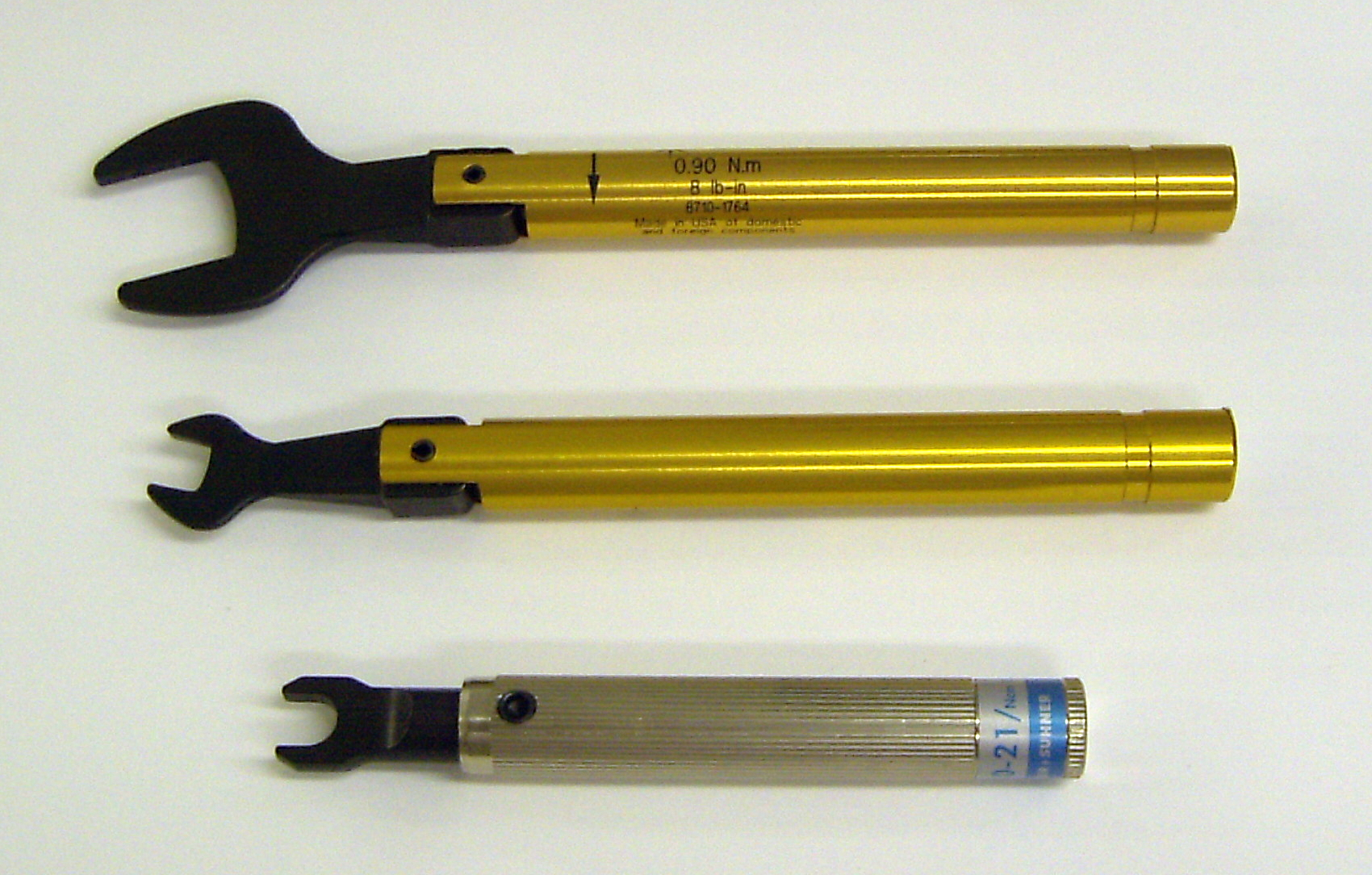
Claus dinamomètrica per a connectors de microones.

El parell de collament o parell de serratge és el parell de força amb què s'ha de collar un cargol o una femella. S'expressa en diverses unitats i per aplicar-lo s'usen claus dinamomètriques o pistoles de collar que poden regular el parell de collament màxim que es vol aplicar.
El parell de collament crea la tensió en el cargol que provoca la subjecció de les peces. Aquesta tensió depèn de la mètrica del cargol i de la seva duresa, de manera que el parell de collament també depèn d'aquests factors. Altres variables que també influeixen sobre el parell són: el material de les volanderes, els lubricants i altres factors que faciliten el lliscament de la rosca, de manera que el mateix parell de collament genera tensions diferents en el cargol.

## Especificacions

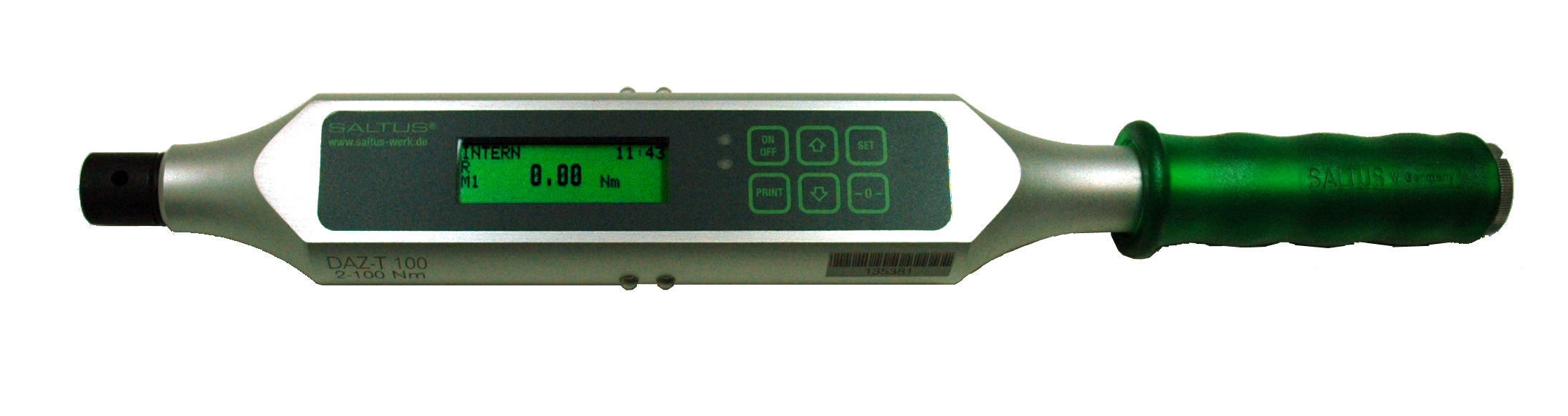
Clau dinamomètrica electrònica.

- Els parell de collament estan regulats per a la cargols pavonats o zincats, depenent d'una lubricació adequada, (µ = coeficient de viscositat dinàmic) i de la qualitat de cargol utilitzada. El collament regulat proporciona unes millores essencials a la unió de peces perquè evita que l'ancoratge quedi fluix amb el risc d'afluixament, evitant al mateix temps que s'apliqui una precàrrega massa forta, que pot comportar la deformació de les peces acoblades, o el trencament del cargol.. Els parells de collament es calculen al 85% del límit elàstic del cargol en funció de les dimensions i qualitats que tingui. Existeixen taules que regulen els parells de collament recomanat per a cada cas.[5]

- La precàrrega és funció del parell de collament aplicat al cargol i del coeficient de fricció. La precarrega és la força en Newton que pressiona a les peces durant el collament del cargol.

- El parell de collament és el resultant d'aplicar una força F a l'extrem d'un braç de palanca constituït per les eines de collament (claus, tornavís, etc.) que té una longitud L en línia recta, des del punt d'aplicació de la força amb la mà, o una màquina, fins al centre de la rosca.

parell (N•m) = F (Newton) x L (metre)
- La conversió de N•m a quilogram-força • metre és la següent:

1 N•m = 0,102 Kp•m, tot i que als càlculs a ull s'aproxima per 1 N•m = 0,1 Kp•m

## Parell de collament lubricat vs. parell de collament sec
El parell de collament lubricat està associat amb un lubricant determinat (típicament greix). Ha de ser determinat empíricament (fent proves de tensió sobre el cargol). Sota cap motiu s'ha de canviar el lubricant, ja que es modificaria el coeficient de fricció alterant l'esforç axial en el cargol.
El parell aplicat en els cargols amb lubricant està determinat per les característiques del material i la duresa del cargol i la rosca involucrats. Típicament els parells de collament lubricat són molt més petits que els parells de collament sec.

## Aplicació del parell
El parell de collament s'ha d'aplicar amb una clau dinamomètrica , girant la femella fins que la clau "salta", és a dir, deixa de treballar. En cap cas s'ha de fer de manera intermitent, "a cops", per raó de la diferència entre els fregaments estàtic i dinàmic. Pel mateix motiu, per comprovar el parell d'una femella ja ajustada, s'ha de marcar la seva posició, amb un llapis, per exemple, i afluixar aquesta rosca, per tornar a estrènyer amb la clau dinamomètrica. Les marques de llapis han de coincidir.